# Impatiens tsangshanensis
Impatiens tsangshanensis är en balsaminväxtart som beskrevs av Yi Ling Chen. Impatiens tsangshanensis ingår i släktet balsaminer, och familjen balsaminväxter. Inga underarter finns listade i Catalogue of Life.